# Chlorid neodymnatý
Chlorid neodymnatý je anorganická sloučenina s chemickým vzorcem NdCl2.

## Příprava
Chlorid neodymnatý lze připravit redukcí chloridu neodymitého naftalenidem lithným nebo chloridem lithným v tetrahydrofuranu.
Redukcí chloridu neodymitého kovovým neodymem vzniká při teplotě mezi 702 a 840 °C také chlorid neodymnatý:
2 NdCl3 + Nd → 3 NdCl2

## Vlastnosti
Chlorid neodymnatý je černá pevná látka, která se ve formě prášku jeví jako tmavě zelená. Je silně hygroskopický a lze ho skladovat a manipulovat s ním pouze pod vysušeným inertním plynem nebo ve vysokém vakuu. Na vzduchu nebo při styku s vodou se pohlcováním vlhkosti přeměňuje na hydráty, které jsou však nestabilní a rozkládají se za vývoje vodíku a vzniku chloridů-oxidů nebo hydroxidu neodymitého. Chlorid neodymnatý krystalizuje v ortorombické soustavě, typu chloridu olovnatého (cotunnitu), s prostorovou grupou Pnma (číslo 62) a parametry mřížky a = 9,085 Å, b = 7,615 Å, c = 4,556 Å a Z = 4.